# Echthroplexiella
Echthroplexiella is een geslacht van vliesvleugeligen uit de familie Encyrtidae. De wetenschappelijke naam van dit geslacht is voor het eerst geldig gepubliceerd in 1921 door Mercet.

## Soorten
Het geslacht Echthroplexiella omvat de volgende soorten:
- Echthroplexiella aeneiventris Mercet, 1921
- Echthroplexiella artemisiae Myartseva, 1982
- Echthroplexiella brachyptera Xu, 2004
- Echthroplexiella consobrina Mercet, 1921
- Echthroplexiella dunensis (Six, 1876)
- Echthroplexiella emeljanovi Trjapitzin, 1972
- Echthroplexiella flava Mercet, 1921
- Echthroplexiella gallarum Sugonjaev, 1968
- Echthroplexiella gobiensis Myartseva, 1982
- Echthroplexiella io Trjapitzin, 1972
- Echthroplexiella irinae Nikol'skaya, 1952
- Echthroplexiella josephi De Santis, 1965
- Echthroplexiella kerzhneri Trjapitzin, 1972
- Echthroplexiella kondarensis Sharipov, 1983
- Echthroplexiella kozlovi Trjapitzin, 1972
- Echthroplexiella lilechka Trjapitzin, 2006
- Echthroplexiella longipedicellata Myartseva, 1982
- Echthroplexiella metatibialis Erdös, 1957
- Echthroplexiella neiagloria Trjapitzin, 1972
- Echthroplexiella niveicornis Hoffer, 1963
- Echthroplexiella obodas (Walker, 1838)
- Echthroplexiella obscura (Hoffer, 1954)
- Echthroplexiella orientalis Hoffer, 1952
- Echthroplexiella phacelina Trjapitzin, 1972
- Echthroplexiella popovi Trjapitzin & Rosanov, 1972
- Echthroplexiella similis Hoffer, 1952
- Echthroplexiella splendens Szelényi, 1972
- Echthroplexiella submetallica Mercet, 1921
- Echthroplexiella talitzkii (Trjapitzin, 1965)
- Echthroplexiella tertia (Hoffer, 1954)
- Echthroplexiella tobiasi Myartseva, 1979